# Droogmansia scaettaiana
Droogmansia scaettaiana là một loài thực vật có hoa trong họ Đậu. Loài này được A.Chev. & Sillans miêu tả khoa học đầu tiên.